# Француски булдог
Француски булдог (фр. bouledogue français)је раса паса 9е ФЦИ групе.
Пас је средње величине, одликује се великом, али кратком њушком, равним рачвастим носом, широком рачвастом горњом усном. Усправне уши, широке у дну и заобљене на врху. Избочени суперцилијарни гребени су одвојени један од другог дубоким жлебом између очију. Бразда не би требало да се наставља на челу, као код енглеских булдога. Окципитална избочина је слабо развијена. Могу имати широк избор боја: тиграста, бело-тиграста, смеђа, бело-смеђа. Крем боја није призната од стране ФЦИ (Европске кинолошке федерације), али је широко распрострањена у Америци.
Типичан мали пас. Моћан пас малог изгледа, пропорционално здепаст, краткодлаке, са кратком њушком и равним носом, усправним ушима и природно кратким репом. Мора да изгледа као пас веселог, интелигентног, веома мишићавог, компактне грађе и чврсте кости. Тежина: 8-15 кг. Висина: уравнотежена са тежином.
Пас пратилац, пас за забаву. Ведар и окретан, снажне психе, воли децу, лепо дочекује госте, али у случају опасности спреман је да заштити власника и његову породицу. Може бити агресиван према другим псима и мачкама, али то зависи од темперамента и дресуре пса.

## Историја расе
Верује се да француски булдози потичу од енглеских булдога и да су служили као борбени пси малог формата. Али уз помоћ британских одгајивача ове расе, који нису заинтересовани за борбе паса, Французи су постепено изашли из редова паса који су се сукобљавали једни са другима. Савремени кинолози међу прецима француског булдога указују на сада изумрле шпанске булдоге - алане (што је назначено у стандарду расе). Француски булдози се и данас узгајају у Енглеској. А захваљујући свом компактном формату, Французи су почели да се појављују прво са енглеским булдозима, као кућним љубимцима и хватачима пацова. Потом су са власницима емигрирали у Француску, где су булдози већ запели за око француској елити. Тако француски булдог постаје веома популаран пас у престижним круговима. Овог пса је могао приуштити себи само неко ко је припадао елити Француске. У Француској је ова раса први пут регистрована, где је добила име "француски булдог". Међутим, постоје и друга мишљења о овом питању.
Француски булдози су први пут приказани на изложби паса у Вестминстер Кенел Клубу 1896. године. У Америци француски булдог постаје веома скупа раса паса. Пас је коштао од 250 до 750 долара. Почетком 20. века, неколико паса је продато за 5.000 долара.

## Темперамент
Тип понашања је уравнотежен, мобилан. Пси су храбри, паметни, пријатељски расположени према људима. Француском булдогу је потребан стални људски контакт. Ако се оставе сами дуже од неколико сати, могу доживети анксиозност због одвајања. Ово је чешће код штенаца, али неки пси имају снажну потребу за контактом у одраслом добу. Таква анксиозност може довести до навике жвакања, ломљења предмета у просторији, као и проблема у обуци.
Француски булдози се често држе као пси пратиоци. Пси су стрпљиви и нежни према својим власницима, лако се слажу и са другим кућним љубимцима, али могу бити агресивни када су љубоморни. Француски булдози су оријентисани на људе и добро их разумеју. Ова вештина помаже у обуци и учењу. Могу да наступају и у тимским спортовима.
Француски булдози су рангирани на 109. месту у књизи Стенлија Корена Интелигенција паса. Постоје одређени изузеци; за француски булдог по имену принцеза Жаклин, која је умрла 1934. године, речено је да може да изговори 20 речи у одговарајућим ситуацијама.